# The Nylon Curtain
The Nylon Curtain è l'ottavo album discografico in studio del cantautore statunitense Billy Joel, pubblicato nel 1982.

## Tracce
Parte 1
1. Allentown – 3:52
2. Laura – 5:05
3. Pressure – 4:40
4. Goodnight Saigon – 7:04

Parte 2
1. She's Right on Time – 4:14
2. A Room of Our Own – 4:04
3. Surprises – 3:26
4. Scandinavian Skies – 6:00
5. Where's the Orchestra? – 3:17